# Radonja
 Ovo je glavno značenje pojma Radonja. Za druga značenja pogledajte Radonja (razdvojba).
Radonja je naselje u Republici Hrvatskoj, u sastavu Općine Vojnić, Karlovačka županija. 

## Stanovništvo
Prema popisu stanovništva iz 2001. godine, naselje je imalo 133 stanovnika te 43 obiteljskih kućanstava.
| broj stanovnika | 225   | 305   | 275   | 308   | 314   | 316   | 254   | 347   | 219   | 224   | 226   | 201   | 186   | 165   | 133   | 103   | 79    |
|                 | 1857. | 1869. | 1880. | 1890. | 1900. | 1910. | 1921. | 1931. | 1948. | 1953. | 1961. | 1971. | 1981. | 1991. | 2001. | 2011. | 2021. |

## Sport
U naselju je od 1947. godine postojao nogometni klub NK Radonja.